# Edwardsiana avellanae
Edwardsiana avellanae är en insektsart som först beskrevs av Edwards 1888.  Edwardsiana avellanae ingår i släktet Edwardsiana och familjen dvärgstritar. Enligt den finländska rödlistan är arten nationellt utdöd i Finland. Arten är reproducerande i Sverige. Artens livsmiljö är lundskogar. Inga underarter finns listade i Catalogue of Life.